# Нуклеосинтез

Таблица происхождения элементов

Нуклеоси́нтез (от лат. nucleus «ядро» и др.-греч. σύνθεσις «соединение, составление») — природный процесс образования ядер химических элементов тяжелее водорода. Нуклеосинтез является причиной наблюдаемой распространённости химических элементов и их изотопов.
Три главные стадии нуклеосинтеза включают в себя первичный нуклеосинтез (проходивший на начальных стадиях существования Вселенной в процессе Большого Взрыва), звёздный нуклеосинтез (при спокойном горении и при взрывах звёзд), а также нуклеосинтез под действием космических лучей.

## Первичный нуклеосинтез
В процессе первичного нуклеосинтеза образуются элементы не тяжелее лития, стандартная модель Большого Взрыва предсказывает следующее соотношение элементов: 1H — 75 %, 4He — 25 %, D (2H) — 3⋅10−5, 3He — 2⋅10−5, 7Li — 10−9, что хорошо согласуется с экспериментальными данными определения состава вещества в объектах с большим красным смещением (по линиям в спектрах квазаров).
Кратковременность процесса первичного нуклеосинтеза (несколько минут) и нестабильность ядер с массовыми числами 5 и 8 («щели» в спектре масс ядер) не позволяют образоваться более тяжёлым ядрам, которые возникают лишь впоследствии, в звёздном нуклеосинтезе и под действием космических лучей в реакциях скалывания.

## Звёздный нуклеосинтез
Часть самых лёгких ядер, кроме первичного нуклеосинтеза, образуются в звёздах. Основным источником энергии звёзд главной последовательности является синтез гелия-4 из водорода в протон-протонном цикле и (для звёзд, более тяжёлых, чем Солнце) в CNO-цикле. В протон-протонном (pp) цикле, как промежуточные продукты, образуются дейтерий, гелий-3 и литий-7.
Гелий-4 образуется также при горении первичного дейтерия, которое может происходить даже в коричневых карликах, где ещё невозможен pp-процесс из-за слишком малых температуры и давления в центре.
Синтез более тяжёлых ядер также происходит в звёздах. Углерод-12 нарабатывается в тройной гелиевой реакции (включая её взрывообразное проявление, известное как гелиевая вспышка, в ядрах красных гигантов):
{\displaystyle {}_{2}^{4}{\textrm {He}}+{}_{2}^{4}{\textrm {He}}\rightarrow {}_{4}^{8}{\textrm {Be}},}
{\displaystyle {}_{4}^{8}{\textrm {Be}}+{}_{2}^{4}{\textrm {He}}\rightarrow {}_{6}^{12}{\textrm {C}}.}
Некоторые другие лёгкие ядра (до фтора 19F включительно) могут синтезироваться в недрах относительно маломассивных звёзд в CNO-цикле.
Ядра до железа 56Fe (это ядро имеет максимальную энергию связи на один нуклон) синтезируются путём слияния более лёгких ядер в недрах массивных звёзд. В зависимости от условий, здесь задействованы такие процессы, как горение углерода (включая взрывообразное), кислорода, неона, кремния, захват ядрами альфа-частиц (альфа-процесс).
Синтез тяжёлых и сверхтяжёлых ядер идёт путём медленного или быстрого нейтронного захвата (см. s-процесс, r-процесс), вероятно в предсверхновых и при взрывах сверхновых. Образование нейтронодефицитных тяжёлых ядер идёт через p-процесс и rp-процесс (медленный и быстрый захват протонов). Захваты нейтронов и протонов сопровождаются соответственно β−- и β+-распадами образовавшихся ядер.
Экспериментальным подтверждением факта звёздного нуклеосинтеза служит низкое содержание тяжёлых элементов в старых звёздах, возникших на ранних стадиях эволюции Вселенной из материи, которая образовалась в ходе первичного нуклеосинтеза и химический состав которой не изменён звёздным нуклеосинтезом.

### Взрывной нуклеосинтез
Происходит при вспышках сверхновых и других быстропротекающих процессах, связанных с потерей звездой гидростатического равновесия. Частично ответствен за образование элементов от углерода до железа и некоторой части более тяжёлых.

## Нуклеосинтез в космических лучах
За счёт реакций скалывания в космических лучах из ядер углерода, азота и кислорода возникают более лёгкие ядра, «обойдённые» процессами первичного и звёздного нуклеосинтеза, в частности литий-6, бериллий-9, бор-10 и бор-11.